# Bazidiospora

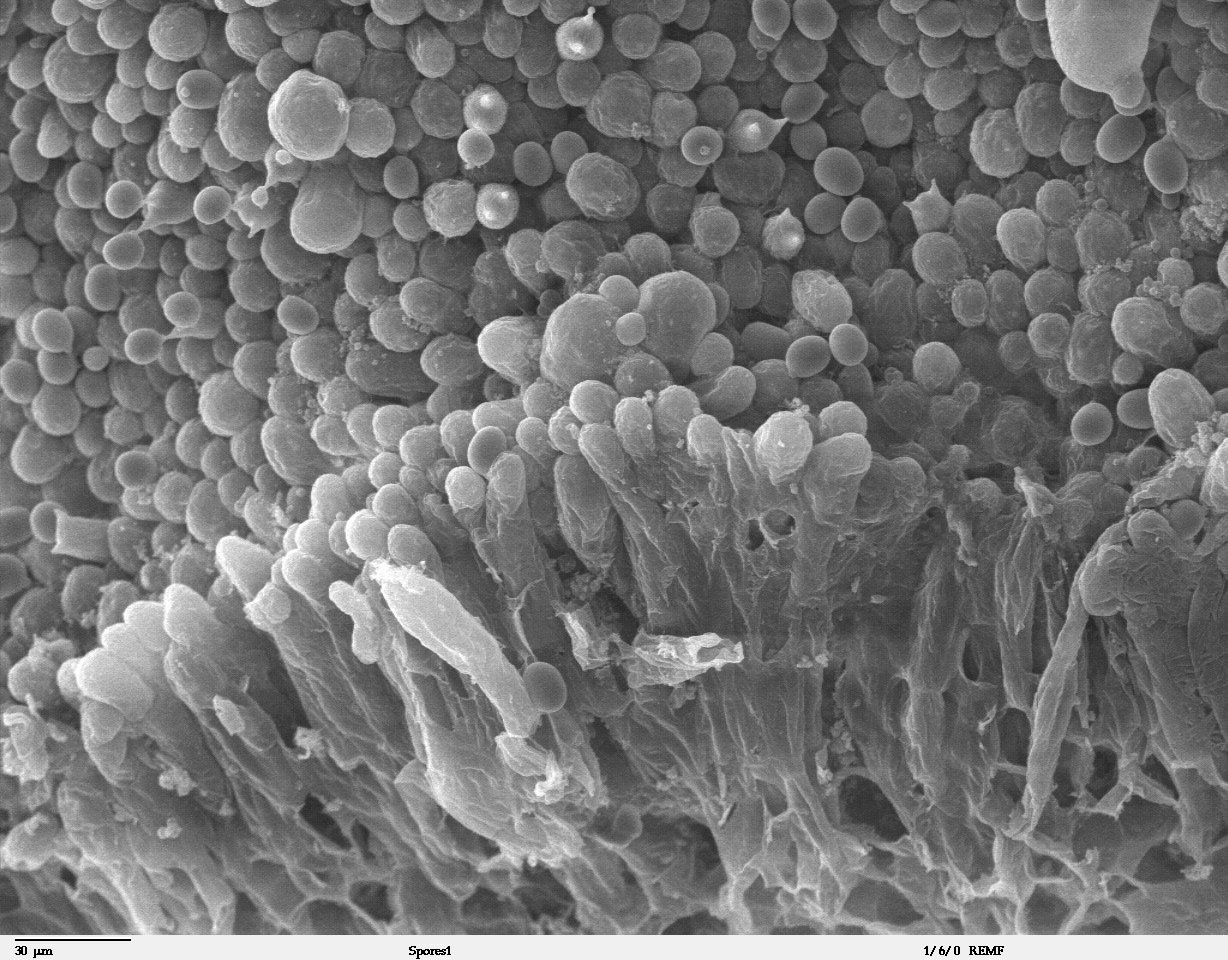
Mikrofotografie bazidiospor z houby pečárka dvouvytrusná (Agaricus bisporus); skenovací elektronový mikroskop

Bazidiospora je spora (výtrus) stopkovýtrusných hub (Basidiomycota). Vzniká na tzv. bazidiích, které jsou obvykle umístěny na výtrusorodé vrstvě plodnice, a to meiotickým dělením na čtyři bazidiospory. Ty obvykle drží ke zbytku bazidie pomocí stopeček (sterigmat). Bazidiospory mohou být aktivně vystřelovány (tzv. balistospory), nebo prostě jen odpadnou (statismospory).
Bazidiospory po dopadu na vhodný povrch mohou vyklíčit v primární mycelium (podhoubí).